# Cistercensi della Congregazione di San Bernardo
Le cistercensi della Congregazione di San Bernardo (in latino Congregatio monialium cisterciensium de Sancto Bernardo, in origine Foederatio monialium cisterciensium de regulari observantia Sancti Bernardi) sono una congregazione monastica di diritto pontificio.

## Storia

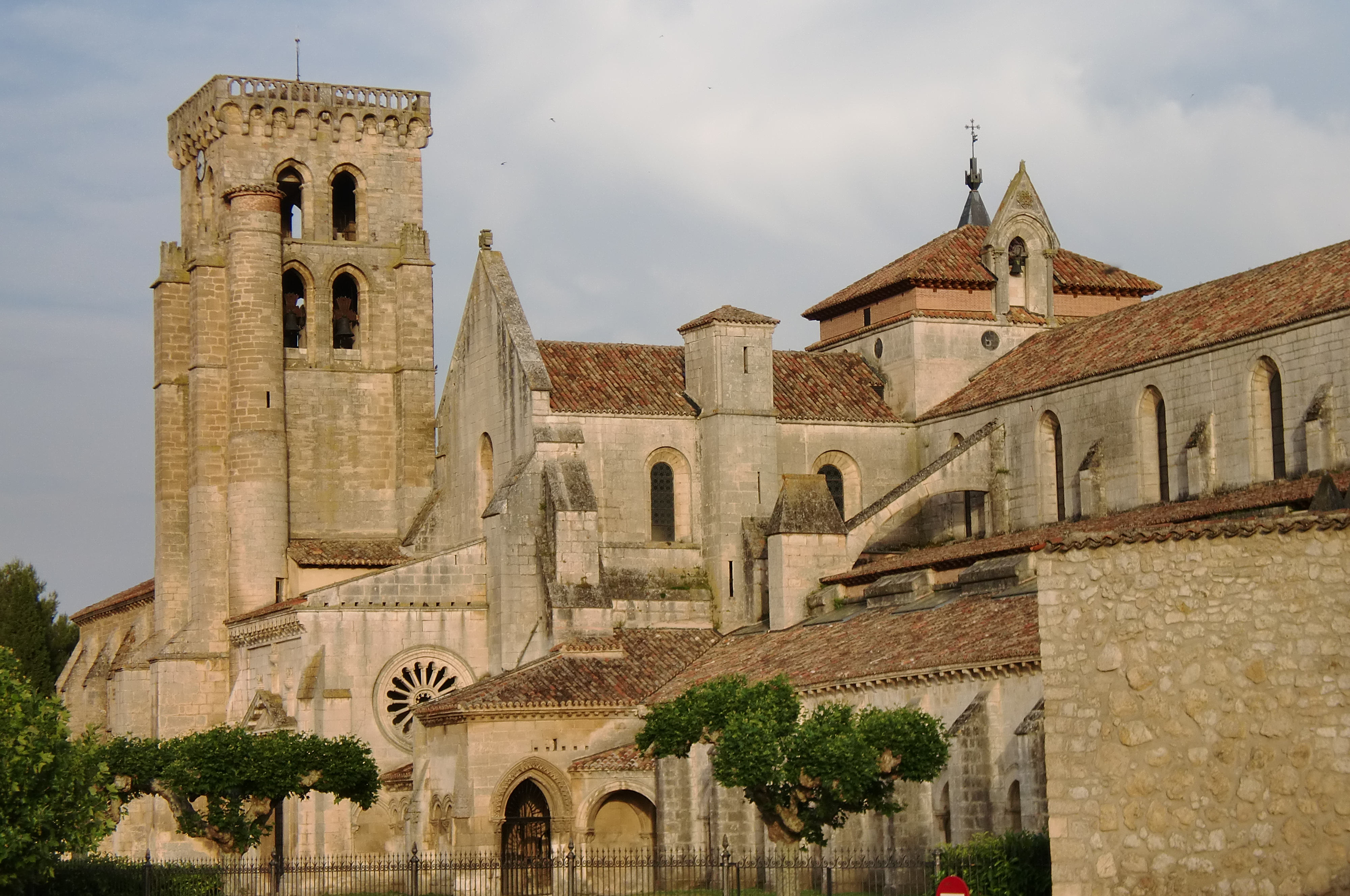
L'abbazia di Las Huelgas

La federazione fu eretta dalla Sacra Congregazione dei religiosi il 3 novembre 1955 riunendo 26 monasteri di religiose cistercensi spagnoli sotto la presidenza della badessa di Las Huelgas.
Molti monasteri che entrarono a farvi parte traevano la loro origine dall'abbazia di Las Huelgas. Alcuni appartenevano alla famiglia riformata delle bernardine recollette, sorta nel 1594 nel monastero di Perales (che all'epoca dipendeva da Las Huelgas) con l'intento di osservare, senza alcuna mitigazione o dispensa, la regola di san Benedetto e di recuperare lo spirito primitivo di Cîteaux.
L'8 dicembre 1994 la Santa Sede ha trasformato la federazione in congregazione monastica e i monasteri membri sono passati dalla vigilanza dei vescovi del luogo alla giurisdizione della badessa generale; la congregazione è stata associata all'ordine trappista.

## Attività e diffusione
La cistercensi della Congregazione di San Bernardo conducono una vita essenzialmente contemplativa. Il loro genere di vita si avvicina molto a quello delle cistercensi della stretta osservanza.
I monasteri della congregazione sono in Spagna e in Perù; la presidente della congregazione è la badessa di Las Huelgas presso Burgos.
Alla fine del 2011 la congregazione contava 17 monasteri con 221 religiose.